# Duhový svět
Mateřská škola a Základní škola Duhový svět je soukromé vzdělávací zařízení zahrnující mateřskou školu a základní školu pro 1. stupeň (1. - 5. třída). Založeno bylo v roce 2012 a sídlí na Kladně.
Základní škola Duhový svět patří dosud k jedné z nemnoha českých škol zaměřujících se na výuku filmové a audiovizuální výchovy (celkové zastoupení takových škol v ČR je k roku 2022 odhadováno na zhruba 4 %).

## Další informace
- https://sdeleni.idnes.cz/praha/kdyz-se-deti-do-skoly-tesi-i-to-je-soucast-moderniho-vzdelavani.A230302_145847_prahah-sdeleni_zuje

- https://www.mkcr.cz/doc/cms_library/studie_mapovani_fav_na_ceskych_skolach-7806.pdf
- https://www.msduhovysvet.cz/Frontend/Webroot/uploads/files/2022/09/vyrocni_zprava_2020_2021_158.pdf Archivováno 31. 3. 2023 na Wayback Machine.